# Basilia corynorhini
Basilia corynorhini är en tvåvingeart som först beskrevs av Ferris 1916.  Basilia corynorhini ingår i släktet Basilia och familjen lusflugor. Inga underarter finns listade i Catalogue of Life.